# مقصدهای پروازی ایر عربیا مغرب
مقصدهای پروازی ایر عربیا مغرب به شرح زیر است:
| [Hub]   | قطب                    |
| [Focus] | شهر کانونی             |
| [F]     | مسیرهای آتی            |
| [S]     | فصلی                   |
| [T]     | Terminated destination |